# Paul Murray (Skilangläufer)
Paul Murray (* 8. Mai 1977 in Durban) ist ein ehemaliger australischer Skilangläufer.

## Werdegang
Murray nahm von 2000 bis 2004 am Skilanglauf-Continental-Cup teil. Sein erstes Weltcuprennen lief er im Dezember 2000 in Engelberg, welches er mit dem 58. Platz im Sprint beendete. Bei den nordischen Skiweltmeisterschaften 2001 in Lahti belegte er den 55. Platz im Sprint und den 65. Rang über 15 km klassisch. Bei den nordischen Skiweltmeisterschaften 2003 im Val di Fiemme erreichte er den 58. Rang im Sprint und 69. Platz über 15 km klassisch. Von 2004 bis 2010 nahm er am Australia/New Zealand Cup teil. Dabei holte er fünf Siege und gewann 2007 die Gesamtwertung. Seine besten Platzierungen bei den nordischen Skiweltmeisterschaften 2005 in Oberstdorf war der 31. Rang im Sprint und der 18. Platz im Teamsprint. Im Februar 2005 holte er in Reit im Winkl mit dem 29. Platz seine ersten und einzigen Weltcuppunkte. Bei den Olympischen Winterspielen 2006 in Pragelato holte er den 51. Platz im Sprint. Seine besten Ergebnisse bei den nordischen Skiweltmeisterschaften 2007 in Sapporo waren der 37. Rang im Sprint und der 14. Platz im Teamsprint. Bei den nordischen Skiweltmeisterschaften 2009 in Liberec erreichte er den 57. Rang im Sprint. Nach den Olympischen Winterspielen 2010 in Vancouver, bei denen er den 55. Platz im Sprint und den 20. Rang im Teamsprint belegte, beendete er seine Karriere.

## Siege bei Continental-Cup-Rennen
| Nr. | Datum           | Ort             | Disziplin       | Serie                     |
| --- | --------------- | --------------- | --------------- | ------------------------- |
| 1.  | 18. August 2002 | Falls Creek     | Sprint Freistil | Continental-Cup           |
| 2.  | 24. August 2002 | Perisher Valley | Sprint Freistil | Continental-Cup           |
| 3.  | 7. August 2004  | Lake Mountain   | Sprint Freistil | Australia/New Zealand Cup |
| 4.  | 6. August 2005  | Perisher Valley | Sprint Freistil | Australia/New Zealand Cup |
| 5.  | 4. August 2007  | Snow Farm       | Sprint Freistil | Australia/New Zealand Cup |
| 6.  | 12. August 2007 | Falls Creek     | Sprint Freistil | Australia/New Zealand Cup |
| 7.  | 19. August 2007 | Perisher Valley | 10 km klassisch | Australia/New Zealand Cup |